# 苑利香輝
苑利香輝（日语：／，9月24日—），寶塚歌劇團雪組男役。暱稱，秋田縣由利本莊市人，曾就讀於聖靈女子短期大學附属高等學校(現聖靈學園高等學校)，身高170公分。

## 簡介
- 2022年3月，進入寶塚歌劇團，108期生[4][5][6]，同期生有雅耀(現月組男役)、美渦せいか(現月組娘役)、星沢ありさ(現雪組娘役)、花戀こまち(現宙組娘役)[4][5][6]。初次登台表演是星組公演『めぐり會いは再び next generation-真夜中の依頼人（ミッドナイト・ガールフレンド）-(再次相逢next generation－深夜中的委託人～，改編皮耶·德·馬里沃原作劇本「愛情與偶然狂想曲」)』[2][4][7][8][9]，之後被分到雪組[4][6]。
- 2025年4月，第一次擔任新人公演主角，劇目是『ROBIN THE HERO(羅賓漢)』[10][11][12][13][14][15]。

## 寶塚歌劇團時期

### 初舞台
- 2022年4月 寶塚大劇場星組公演『めぐり会いは再び next generation-真夜中の依頼人（ミッドナイト・ガールフレンド）-(再次相逢next generation－深夜中的委託人～，改編皮耶·德·馬里沃原作劇本「愛情與偶然狂想曲」)』[16]

### 雪組時期
- 2022年10-12月『蒼穹の昴(蒼穹之昴，改編淺田次郎原作同名小說)』新人公演 飾演:岡圭之介(正式公演:久城あす)[17]
- 2023年2-3月 KAAT神奈川藝術劇場、梅田藝術劇場『海辺のストルーエンセ(海邊的施澤林特)』飾演:男爵[4][18]
- 2023年4-7月 『Lilacの夢路(紫丁香之夢路)』新人公演 飾演:アントン(安東)(正式公演:縣千)『ジュエル・ド・パリ!!(Jewel de Paris!!/巴黎的寶石)』[19][20]
- 2023年8-9月『愛するには短すぎる(愛苦短)』『ジュエル・ド・パリ!!(Jewel de Paris!!/巴黎的寶石)』[4][21]※全國巡迴公演
- 2023年12月-2024年2月『ボイルド・ドイル・オンザ・トイル・トレイル(沸騰的道爾踏上艱辛之路)』代替演出:シャーロック・ホームズ010（船長）(原定演員:絢斗しおん)(夏洛克·福爾摩斯010（船長）) 新人公演 飾演:アーネスト・グレイス(歐內斯特·格雷斯)(正式公演:聖海由侑)『FROZEN HOLIDAY（フローズン・ホリデイ）(冰雪假期)』[22]※寶塚大劇場新人公演取消
- 2024年4-5月 相模女子大学グリーンホール(相模女子大學綠廳)、NHK大阪ホール(NHK大阪音樂廳)『ALL BY MYSELF』[23]※彩風咲奈個人演唱會
- 2024年7-10月 『ベルサイユのばら-フェルゼン編-(凡爾賽玫瑰-菲爾遜篇)』新人公演 飾演：ベルナール(貝納爾)(正式公演:華世京)[24]
- 2024年11-12月 東京建物 Brillia HALL、梅田藝術劇場『愛の不時着(愛的迫降，翻拍自同名韓劇改編之韓國音樂劇)』飾演:クム・ウンドン(金殷桐)[25]
- 2025年3-6月『ROBIN THE HERO(罗宾汉)』新人公演 飾演:ロビン・ロクスレイ（ロビン・フッド）羅賓·洛克斯利（羅賓漢）(正式公演:朝美絢)『オーヴァチュア!(序曲)』[26][27]＊第一次擔任新人公演主角
- 2025年8-9月 御園座『An American in Paris（パリのアメリカ人）(花都舞影，改編同名好萊塢電影)』飾演:鳩/新聞記者レオ(記者里歐)[28]
- 2025年11月-2026年2月『ボー・ブランメル～美しすぎた男～(美男布魯梅爾)』『Prayer～祈り～(祈禱)』

## 外部連結
- 寶塚官網苑利香輝介紹頁面（页面存档备份，存于）
- 日文維基苑利香輝頁面